# اکواریکا دل کاپو
اکواریکا دل کاپو (به ایتالیایی: Acquarica del Capo) یک سکونتگاه مسکونی در ایتالیا است که در استان لچه واقع شده‌است.

## خصوصیات
اکواریکا دل کاپو ۱۸ کیلومترمربع مساحت و ۴٬۹۵۳ نفر جمعیت دارد و ۱۱۰ متر بالاتر از سطح دریا واقع شده‌است.